# Jean-Luc Picard
Pour les articles homonymes, voir Picard (homonymie).
 (octobre 2019).
Si vous disposez d'ouvrages ou d'articles de référence ou si vous connaissez des sites web de qualité traitant du thème abordé ici, merci de compléter l'article en donnant les références utiles à sa vérifiabilité et en les liant à la section « Notes et références ».
Jean-Luc Picard est un personnage de l'univers de fiction de Star Trek.  tient le rôle principal des séries télévisées Star Trek : La Nouvelle Génération (1987-1994) et Star Trek: Picard (2020), et de quatre films. Cet officier de Starfleet est interprété par l'acteur britannique Patrick Stewart.
Picard commande successivement le Stargazer (2333-2355), l’Enterprise-D (2363-2371) et l’Enterprise-E (2372-) à la fin du XXIVe siècle.
Ce personnage a été inspiré par les exploits de l'aéronaute suisse Jean Piccard.

## Biographie fictive
Jean-Luc Picard est un humain né en 2305 sur Terre, à La Barre (Haute-Saône), en France. Ses parents Maurice et Yvette Picard (née Gessard),, qui y exerçaient la profession de viticulteurs, sont tous deux décédés en laissant la gestion de leur propriété à Robert, leur fils aîné.
Personnage éclectique dès son enfance puis son adolescence, le cadet des Picard adore la lecture, la peinture et l’observation des poissons exotiques. Il pratique très tôt l’escrime aussi bien que l’équitation et se passionne également pour l’archéologie (qu’il songe un temps à pratiquer de façon professionnelle), pour le théâtre, pour l’astrophysique et plus accessoirement pour la viticulture (entretenant ainsi un lien plus étroit qu’il n’y paraît avec ses racines familiales).
Après avoir échoué une première fois lors des tests d’entrée à l’académie de Starfleet, Jean-Luc Picard devient cadet l’année suivante, en 2323, à l’âge de 18 ans. Il remporte la même année le marathon de l’Académie sur Danula II. Dans l'épisode The First Duty, on apprend que la carrière de Picard est sérieusement compromise par un incident à l'Académie, sans que la nature exacte du problème soit révélée. C'est Boothby, le jardinier du centre de formation, qui l'aide à se sortir de cette mauvaise passe. Picard se voit promu enseigne en 2327.
Affecté à la base stellaire Earhart la même année, Picard y est la victime la plus sérieuse d’une rixe contre trois Nausicaans et doit subir d’urgence une transplantation cardiaque (il possède dès lors un cœur artificiel). Devenu lieutenant, il a l’occasion de se distinguer lorsqu’il dirige avec succès une équipe chargée de secourir un émissaire de la Fédération des planètes unies en danger sur Milika III. C’est à cette époque qu’il assiste au mariage de Spock, fils de Sarek.
Navigant à bord du Stargazer lors du décès soudain de son capitaine en 2333, il sauve le bâtiment dont il se voit bientôt officiellement confier le commandement (ce qui fait temporairement de lui le plus jeune capitaine de l’histoire de la flotte). Durant la période au cours de laquelle il commande ce navire (entre 2333 et 2355), le jeune officier ne peut cependant éviter la mort de son ami Jack Crusher, lieutenant sous ses ordres, lors d’une mission au sol dont il avait lui-même pris la tête. Il voit ensuite son vaisseau à moitié détruit par un maraudeur férengi dans le système de Maxia Zeta. Le Stargazer doit être abandonné par son équipage, qui reste dix semaines à bord des navettes et des capsules de sauvetage du bâtiment avant d’être secouru. Revenu sur Terre, Jean-Luc Picard est traduit devant une cour martiale présidée par le procureur Phillipa Louvois pour la perte du navire dont il avait la charge. Au regard de ses états de service, il est cependant relaxé et maintenu dans les rangs de Starfleet, organisation au sein de laquelle il conserve en outre son grade de capitaine.
Cet épisode ne l’empêche donc nullement de se voir confier huit ans plus tard par l’amiral Norah Satie le commandement de l’Enterprise-D, de Classe Galaxy. Picard découvre ainsi son nouveau vaisseau en 2363 (TNG : Rendez-vous à Farpoint). Entre 2364 et 2371, il en assume le commandement avec courage, brio et loyauté. Sa fidélité aux idéaux de Starfleet comme à ceux de la Fédération ne trouve en effet sa limite que dans de rares cas, le capitaine de l’Enterprise agissant alors en fonction d’un profond sens moral et prenant les décisions qui s’imposent avec une remarquable équité.
Sur le plan personnel, l'existence de Jean-Luc Picard est toutefois ponctuée de plusieurs drames. À la tête du vignoble familial depuis la mort de leur père, Robert, son frère aîné, disparaît ainsi en 2371 dans l’incendie de la propriété de la Barre en même temps que son fils unique René (âgé de sept ans lorsque son oncle l'avait rencontré pour la première fois en 2367 (TNG : 4x02 En famille), l’enfant avait alors avoué que son rêve le plus cher était de commander un jour à son tour un vaisseau de Starfleet). Marie, la veuve de Robert, représente donc dès lors la seule famille du capitaine.
Picard est en effet officiellement célibataire même s'il s'est « virtuellement » marié à trois reprises. Au cours de l’existence dont les habitants disparus de Kataan lui ont donné la mémoire en 2368, il devient d'abord le mari d’Eline sous le nom de Kamin, et devient père d'une fille et d'un fils, Méribor et Bataî (TNG : 5x25 : Lumière intérieure). Dans la vision que lui procure Q d’un futur possible en 2397 ? (TNG : 7x25-7x26 Toutes les bonnes choses...), il épouse la docteure Beverly Crusher dont il divorce par la suite. Au sein du Nexus enfin, il se découvre uni à une femme aussi idéale que totalement irréelle. De même qu’il n’a jamais été véritablement marié, Jean-Luc Picard n’a en réalité aucun enfant. À la fin de l’année 2370, il croit être le père d’un jeune homme du nom de Jason Vigo (dont il a effectivement « connu » la mère plusieurs années auparavant), mais cette paternité s’avère en fin de compte n’être qu’un leurre savamment préparé par le Férengi Bok (TNG : 7x22 Les liens du sang)]. Quant au Nexus, il procure en 2371 au capitaine de l’Enterprise la vision de cinq enfants censés être les siens.
Le Français a par contre connu de multiples relations sentimentales. De l’enseigne Marta Batanides à Janice (future épouse du docteur Manheim), de Miranda Vigo (qui deviendra la mère du fameux Jason) à la procureure Phillipa Louvois, de l’archéologue Vash (Viriade en V.F.) à la lieutenante commander Neela Daren et de Lily Sloane (la jeune et jolie assistante de Zefram Cochrane) à Anij du peuple Ba'ku, sans oublier toutes celles qui l’ont poursuivi de leurs assiduités (l’ambassadrice Lwaxana Troi en tête...) ou qui se contentent d’entretenir avec lui une tendre amitié (ce qui est le cas de la docteure Beverly Crusher), le succès du fringant capitaine auprès de la gent féminine ne s’est jamais démenti.
Bien qu'il ait perdu l’Enterprise-D sur Véridian III l’année précédente, Picard se voit confier le commandement du tout nouvel Enterprise-E (de Classe Sovereign) en 2372.
À l'encontre des ordres qui lui ont été donnés, Picard intervient en 2373 dans la bataille qui fait rage entre plusieurs vaisseaux de Starfleet et les Borgs. Il n'a en effet jamais pardonné à ces derniers l’assimilation qu’ils lui ont fait subir (en 2367, après lui avoir donné le nom de « Locutus », ils l’avaient en effet contraint à mener contre son propre camp l’offensive lors de la bataille de Wolf 359 et à causer sans en avoir conscience la disparition de 39 vaisseaux de Starfleet ainsi que la mort de 10 000 personnes) et souhaite se venger des représentants les plus belliqueux du collectif lorsque ceux-ci rallient la Terre du XXIe siècle. L’équipage du nouvel Enterprise intervient finalement afin d’empêcher la destruction par les Borgs de la base d’où Zefram Cochrane s’apprête à lancer la fusée qui doit établir le « Premier Contact » historique entre les Terriens et les Vulcains. Jean-Luc Picard doit parallèlement lutter contre une tentative d’assimilation de la totalité de son équipage dirigée par la sulfureuse reine des Borgs. Cette dernière, dont il avait furtivement ressenti l’influence en 2367, lui propose en effet de redevenir Locutus et de s’allier à elle afin de dominer l’univers. Le capitaine parvient toutefois à triompher même s'il perd au passage de nombreux hommes et si son navire subit d’importants dégâts matériels.
En 2375, il est ensuite amené à se rendre sur la planète Ba’ku dont les habitants viennent de découvrir (à la suite de l’intervention de Data) les observateurs de la Fédération qui les étudiaient jusqu’alors à leur insu. Ce contact permet en fait de mettre au jour une conspiration ourdie par l’amiral Dougherty et par ses alliés Son’a, désireux de s’emparer du secret de la jeunesse éternelle détenu par le peuple Ba’ku. Jean-Luc Picard prend dès lors fait et cause pour cette même ethnie, qu’il défend malgré les mises en garde de sa hiérarchie (en l'occurrence représentée par Dougherty) jusqu’à la victoire finale.
En 2379, c'est contre son propre clone (créé par les Romuliens plusieurs dizaines d'années auparavant et relégué sur la planète Remus) nommé Shinzon qu'il doit se battre et cet affrontement est le dernier qu'il mène en compagnie de son équipage habituel. Le commandeur William T. Riker et la conseillère Deanna Troi quittent en effet l’Enterprise-E au terme de cette mission pour embarquer sur le Titan tandis que le commandeur Data disparaît dans l'explosion du vaisseau amiral ennemi.
En 2385, soit deux ans avant la destruction de Romulus par la supernova, l'amiral Jean-Luc Picard convainquit la Fédération d'aider les Romuliens. Picard prit la tête d'une flotte qui avait pour mission de reloger les Romuliens dans des mondes à l'abri de l'explosion de la supernova. Mais la Fédération cessa l'évacuation à la suite d'une attaque sur Mars par un groupe de synthétiques renégats. Picard donna aussitôt sa démission de Starfleet. L'attaque sur Mars eut pour autre conséquence la prohibition des synthétiques. Quatorze ans plus tard, il reçoit une demande d'aide de la part d'une jeune femme, Dhaj, poursuivie par un groupe romulien. Il découvre qu'elle est une androïde biologique basée sur l'esprit de Data créé par le Dr Maddox. Cependant, le groupe romulien retrouve Dahj et la tue. Cela force l'ancien capitaine de l'Enterprise à sortir de son isolement pour retrouver et sauver Soji, l'androïde jumelle de Dahj.
S'entourant de l'ancienne lieutenante commander Raffi Musiker, du cynique Chris Rios, du Romulien Elnor et de la docteure Agnes P. Jurati, Picard trouve la trace de Soji sur l'Artefact, un ancien cube Borg, où ses souvenirs traumatisants en tant que Locutus refont brièvement surface. Après avoir réussi à s'enfuir avec la jeune fille sur Nepenthe, il retrouve ses vieux amis William Riker et Deanna Troi avant d'être récupéré par le reste de l'équipe pour ensuite se rendre sur le monde où Soji et Dahj ont été créés, Coppelius, afin de prévenir les habitants de la menace du Zhat Vash. Arrivé sur place, il rencontre l'un des co-créateurs des androïdes biologiques et frères humains de Data, Altan Inigo Soong. Malheureusement, une des habitantes est assassinée et cela pousse les androïdes ainsi que Soji à construire un portail pour faire venir des formes de vies cybernétiques évoluées représentant une menace pour toute vie biologique. Secondé par Jurati, Picard retient brièvement la flotte du Zhat Vash dans l'espoir de faire entendre raison à Soji. L'ancien capitaine reçoit par la suite l'aide de Riker commandant une flotte de Starfleet pour déclarer Coppelius sous la protection de la Fédération à la suite d'une demande de Premier Contact que Picard avait envoyé plus tôt. Bien que ses efforts ont porté leurs fruits, il succombe peu après à l'anomalie cérébrale dont il souffre depuis des années. Décédé, il se réunit avec Data dans une simulation quantique où l'ancien officier de Starfleet réside depuis son sacrifice. La conscience de Picard est cependant sauvée par les efforts de Soong, Jurati et Soji, placés dans un golem. Avec ce retour d'entre les morts, Picard honore la dernière demande de Data en mettant fin à la simulation, lui permettant de faire l'expérience de la vie et de mourir en paix.

## La famille de Jean-Luc Picard
On ne sait pas beaucoup de choses de la famille de Jean-Luc Picard. Les détails de son ascendance sont mentionnés ici et là dans quelques épisodes à travers les différentes séries de Star Trek.
Dans le monde de Star Trek, Jean-Luc Picard avait indiqué que sa famille pouvait remonter au temps de Charlemagne au VIIIe siècle. Cependant, les détails et les noms de ces ancêtres ne sont pas connus. Nombreux dans son ascendance sont décrits comme des personnages illustres, ayant accompli de grandes réalisations telles que l'obtention d'un prix Nobel de chimie, le commandement d'un navire de guerre français lors de la bataille de Trafalgar et leur présence au sein des premières colonies martiennes. Ces ancêtres ne sont pas nommés non plus.
Les seuls ancêtres nommés incluent Javier Maribona-Picard, un soldat espagnol du XVIIe siècle impliqué dans la révolte des Pueblos, et la famille immédiate de Jean-Luc Picard. Il était le deuxième fils de Maurice Picard et Yvette Gessard-Picard. Son frère et sa belle-sœur, Robert Picard et Marie Picard, avaient un fils nommé René Picard, malheureusement, Robert et René sont morts. C'est important parce que cela signifie que Jean-Luc Picard serait le dernier des Picard dans l'histoire car il n'a eu aucun enfant et aucun autre membre vivant de sa famille n'est signalé.
En raison de la popularité de la série et, en particulier, du personnage de Jean-Luc Picard (interprété par Sir Patrick Stewart), il y a beaucoup de spéculations sur la possibilité des ancêtres du monde réel de Jean-Luc Picard. Par exemple, certains ont spéculé que la docteure Cécile Picard, une anatomopathologiste française connue pour ses efforts à relier les communautés médicales d'Europe et d'Amérique du Nord, pourrait être une grand-tante de Jean-Luc Picard ; de telles spéculations ont tendance à être purement amusantes. Il faut se rappeler que Star Trek est fictif, son univers imaginaire ne peut pas avoir une connexion réelle ou vérifiable à l'histoire réelle du monde.

## Commentaires
Jean-Luc Picard a été capturé et assimilé en 2367 par les Borg qui l'ont alors retourné contre la Fédération des planètes unies. Cette manipulation, qui l'a conduit à s'opposer à son camp d'origine, explique à elle seule la haine tenace qu'il éprouve envers le collectif Borg (un état d'esprit qui joue un rôle important dans le film Star Trek : Premier Contact).
On peut dès lors établir un parallèle entre ce sentiment et la rancœur de James Kirk envers les Klingons : beaucoup de traits de caractère des personnages de la première série ont été repris par ceux des générations suivantes, soit à l'identique, soit traités de façon subtilement différente (c'est le cas s'agissant de la logique de Spock que l'on retrouve chez l'androïde Data et qui est prolongée par les efforts de celui-ci pour devenir Humain là où Spock n'éprouvait que crainte et refoulement).

## Œuvres dans lesquelles le personnage apparait
Sauf indication contraire, les informations mentionnées dans cette section peuvent être confirmées par la base de données cinématographiques IMDb,  présente dans la section « Liens externes ».

### Télévision
- 1987-1994 : Star Trek : La Nouvelle Génération (Star Trek: The Next Generation)
- 1993 : Star Trek: Deep Space Nine

Le personnage apparait uniquement dans le premier épisode de la série.
- 2020 : Star Trek: Picard

### Cinéma
- 1994 : Star Trek : Générations (Star Trek: Generations) de David Carson
- 1996 : Star Trek : Premier Contact (Star Trek: First Contact) de Jonathan Frakes
- 1998 : Star Trek : Insurrection (Star Trek: Insurrection) de Jonathan Frakes
- 2002 : Star Trek : Nemesis (Star Trek: Nemesis) de Stuart Baird

## Interprètes
Outre Patrick Stewart, le personnage a été incarné en version jeune dans la série Star Trek : La Nouvelle Génération par David Birkin (en) et Marcus Nash. Dans le film Star Trek : Nemesis, Tom Hardy incarne une version de jeune de Picard (en photo) ainsi que son clone, Shinzon.